# (73699) Landaupfalz
(73699) Landaupfalz – planetoida z pasa głównego asteroid okrążająca Słońce w ciągu 4 lat i 17 dni w średniej odległości 2,54 j.a. Została odkryta 4 października 1991 roku w Obserwatorium Karla Schwarzschilda w Tautenburgu przez Freimuta Börngena i Lutza Schmadela. Nazwa planetoidy pochodzi od niemieckiego miasta uniwersyteckiego Landau in der Pfalz. Przed jej nadaniem planetoida nosiła oznaczenie tymczasowe (73699) 1991 TH3.